# Haus Krebs-Clef
Das Haus Krebs-Clef (ehemalige Anschrift Heckinghauser Straße 105) war ein Wohngebäude in Wuppertal-Heckinghausen, einem Stadtbezirk im Stadtteil Barmen. Das 1782 erbaute Haus wurde, bevor das Denkmalschutzgesetz im März 1980 in Kraft trat und es ein gesetzliches Mittel gegen den Abbruch gab, im Januar 1980 vom Eigentümer niedergelegt. Es galt als Baudenkmal und war in der amtlichen Liste des Landeskonservators aufgeführt.
Das Gelände wurde 1989 mit einem Wohn- und Geschäftshaus im Auftrag eines Autohauses überbaut.

## Beschreibung
Das in Fachwerkbauweise errichtete dreigeschossige Haus mit Walmdach im Empirestil eines Bergisches Hauses wurde von Georg Caspar Krebs (1719–1795), einem Kauf- und Handelsherr in Barmen, erbaut. Die Schauseiten zur Straße hin war verschiefert ausgeführt, die rückwärtige Seite war verputzt. Auf den Traufseiten war auf dem sechsachsigen Haus über den zwei mittleren Achsen ein kleiner Zwerchgiebel ausgeführt. Geschmückt war der Zwerchgiebel mit Stuckaturen aus einem gewundenen Kranz und Girlanden aus Lorbeeren, was auf einen Baustil aus den Zeiten Ludwigs XVI. hinweist.